# Mistrovství světa juniorů ve sportovním lezení 2018
Mistrovství světa juniorů ve sportovním lezení 2018 (anglicky: IFSC World Youth Championship) se uskutečnilo jako dvacátý šestý ročník 7. srpna - 19. srpna v Moskvě v lezení na obtížnost, rychlost a v boulderingu.

## Průběh MSJ

### Češi na MSJ
Jakub Konečný získal stříbrnou medaili v lezení na obtížnost.

### Výsledky juniorů a juniorek
| obtížnost         | obtížnost         | rychlost           | rychlost                | bouldering        | bouldering        |
| ----------------- | ----------------- | ------------------ | ----------------------- | ----------------- | ----------------- |
| junioři           | juniorky          | junioři            | juniorky                | junioři           | juniorky          |
| 1. Meiči Narasaki | 1. Vita Lukan     | 1. Gian Luca Zodda | 1. Ekaterina Barashchuk | 1. Meiči Narasaki | 1. Hannah Slaney  |
| 2. Jakub Konečný  | 2. Nolwenn Arc    | 2. Noah Bratschi   | 2. Elizaveta Ivanova    | 2. Yannick Flohé  | 2. Urska Repusic  |
| 3. Kai Harada     | 3. Nina Arthaud   | 3. Demyan Zaytsev  | 3. Jelena Remizovová    | 3. Kai Harada     | 3. Vita Lukan     |
|                   |                   |                    |                         |                   |                   |
| 4.                | 4.                | 4.                 | 4.                      | 4.                | 4.                |
| 5.                | 5.                | 5.                 | 5.                      | 5.                | 5.                |
| 6.                | 6.                | 6.                 | 6.                      | 6.                | 6.                |
| 7.                | 7.                | 7.                 | 7.                      | —                 | —                 |
| 8.                | 8.                | 8.                 | 8.                      | —                 | —                 |
|                   |                   |                    |                         |                   |                   |
| .                 | .                 | .                  | .                       | .                 | .                 |
| .                 | .                 | .                  | .                       | .                 | .                 |
| .                 | .                 | .                  | .                       | .                 | .                 |
| .                 | .                 | .                  | .                       | .                 | .                 |
| 12 finalistů      | 8 finalistek      | 4/8 finalistů      | 4/8 finalistek          | 6 finalistů       | 6 finalistek      |
| 26 semifinalistů  | 26 semifinalistek | 16 semifinalistů   | 16 semifinalistek       | 20 semifinalistů  | 20 semifinalistek |
| chlapců           | dívek             | chlapců            | dívek                   | chlapců           | dívek             |

### Výsledky chlapců a dívek v kategorii A
| obtížnost               | obtížnost              | rychlost                 | rychlost          | bouldering              | bouldering              |
| ----------------------- | ---------------------- | ------------------------ | ----------------- | ----------------------- | ----------------------- |
| chlapci                 | dívky                  | chlapci                  | dívky             | chlapci                 | dívky                   |
| 1. Hidemasa Nishida     | 1. Brooke Raboutou     | 1. Almaz Nagaev          | 1.                | 1. Sam Avezou           | 1. Laura Rogora         |
| 2. Luka Potočar         | 2. Futaba Itó          | 2. Jordan Fishman        | 2.                | 2. Eneko Carretero Cruz | 2. Lucka Rakovec        |
| 3. Katsura Konishi      | 3. Sandra Lettner      | 3. Eduard Daukaev        | 3.                | 3. Nathan Martin        | 3. Futaba Itó           |
|                         |                        |                          |                   |                         |                         |
| 4. Alistair Duval       | 4. Eliška Adamovská    | 4. Nickolaie Rivadeneira | 4.                | 4. Alberto Ginés López  | 4. Saki Kikuchi         |
| 5. Alberto Ginés López  | 5. Camille Pouget      | 5. Jacopo Stefani        | 5.                | 5. Katsura Konishi      | 5. Frederike Fell       |
| 6. Sam Avezou           | 6. Laura Rogora        | 6. Eojin Kim             | 6.                | 6. Zach Richardson      | 6. Brooke Raboutou      |
| 7. Peter Kuric          | 7. Zoé Egli            | 7. Beknur Altynbekov     | 7.                | —                       | —                       |
| 8. Eneko Carretero Cruz | 8. Celina Schoibl      | 8. Vincent Lee           | 8.                | —                       | —                       |
|                         |                        |                          |                   |                         |                         |
| 34. Šimon Potůček       | 38. Eliška Novotná     | —                        | .                 | .                       | 21-22. Eliška Adamovská |
| 41. Štěpán Potůček      | 42.-44. Natalie Tuzová | —                        | .                 | .                       | 45.-48. Natalie Tuzová  |
| 55. Albert Musil        | —                      | —                        | .                 | .                       | 49.-54. Eliška Novotná  |
| 8 finalistů             | 8 finalistek           | 4/8 finalistů            | 4/8 finalistek    | 6 finalistů             | 6 finalistek            |
| 26 semifinalistů        | 26 semifinalistek      | 16 semifinalistů         | 16 semifinalistek | 20 semifinalistů        | 20 semifinalistek       |
| 72 chlapců              | 58 dívek               | 66 chlapců               | ? dívek           | 78 chlapců              | 63 dívek                |

### Výsledky chlapců a dívek v kategorii B
| obtížnost        | obtížnost         | rychlost         | rychlost          | bouldering       | bouldering        |
| ---------------- | ----------------- | ---------------- | ----------------- | ---------------- | ----------------- |
| chlapci          | dívky             | chlapci          | dívky             | chlapci          | dívky             |
| 1.               | 1.                | 1.               | 1.                | 1.               | 1.                |
| 2.               | 2.                | 2.               | 2.                | 2.               | 2.                |
| 3.               | 3.                | 3.               | 3.                | 3.               | 3.                |
|                  |                   |                  |                   |                  |                   |
| 4.               | 4.                | 4.               | 4.                | 4.               | 4.                |
| 5.               | 5.                | 5.               | 5.                | 5.               | 5.                |
| 6.               | 6.                | 6.               | 6.                | 6.               | 6.                |
| 7.               | 7.                | 7.               | 7.                | —                | —                 |
| 8.               | 8.                | 8.               | 8.                | —                | —                 |
|                  |                   |                  |                   |                  |                   |
| .                | .                 | .                | .                 | .                | .                 |
| .                | .                 | .                | .                 | .                | .                 |
| .                | .                 | .                | .                 | .                | .                 |
| .                | .                 | .                | .                 | .                | .                 |
| 12 finalistů     | 8 finalistek      | 4/8 finalistů    | 4/8 finalistek    | 6 finalistů      | 6 finalistek      |
| 26 semifinalistů | 26 semifinalistek | 16 semifinalistů | 16 semifinalistek | 20 semifinalistů | 20 semifinalistek |
| 88 chlapců       | 86 dívek          | 74 chlapců       | 77 dívek          | 90 chlapců       | 85 dívek          |

### Čeští Mistři a medailisté
| Disciplína | Kategorie | Lezec/lezkyně | Zlato | Stříbro          | Bronz |
| ---------- | --------- | ------------- | ----- | ---------------- | ----- |
| Obtížnost  | Junioři   | Jakub Konečný |       | Stříbrná medaile |       |